# STS–123
Az STS–123 jelű küldetés az amerikai űrrepülőgép-program 122., a Endeavour űrrepülőgép 21. repülése, a 25. küldetés a Nemzetközi Űrállomáshoz.

## Küldetés
A közel 16 napos út a Space Shuttle-program addigi leghosszabb küldetése volt.

## Jellemzői
A beépített kanadai Canadarm (RMS) manipulátor kart 50 méter kinyúlást biztosított (műholdak indítás/elfogása, külső munkák [kutatás, szerelések], hővédőpajzs külső ellenőrzése) a műszaki szolgálat teljesítéséhez. Az Orbiter Boom Sensor System (OBSS) rendszerrel újabb 15 méterrel meghosszabbították a manipulátor kinyúlási távolságát.

## Hasznos teher
A küldetés fő célja a japán fejlesztésű Kibo kutatómodul első részének (ELM-PS), valamint a kanadai Dextre (SPDM) robotkarnak az űrállomáshoz csatolása. A 16. személyzet állományából Léopold Eyharts fedélzeti mérnököt Garrett Reisman váltotta, aki a 16. és 17. személyzet tagja lett. A visszatérés elősegítése érdekében kicserélték az üléseket.

## Személyzet
(zárójelben a repülések száma az STS–123 küldetéssel együtt)
- Dominic Gorie  (4), parancsnok
- Gregory Johnson  (1), pilóta
- Richard Linnehan  (4), küldetésfelelős
- Robert Behnken  (1), küldetésfelelős
- Michael Foreman  (1), küldetésfelelős
- Doi Takao  (2), küldetésfelelős, Japán Űrügynökség (JAXA)

Induló ISS személyzet:
- Garrett Reisman  (1), fedélzeti mérnök

Visszatérő ISS személyzet:
- Léopold Eyharts  (2), fedélzeti mérnök, Francia Űrügynökség (ESA)

## Mentőküldetés
Az STS–107 katasztrófáját követően bevezették a mentő űrrepülőgép STS–3xx – (STS–324) (Discovery)/Szojuz űrhajó készenlétét. A mentő űrrepülőgép négy fővel indulva hozna vissza űrhajósokat, illetve a Szojuz űrhajó két fordulóval tudna az űrállomáson rekedt űrhajósokból állományt menteni. Az Endeavour biztonságos landolását lehetetlenné tevő sérülés vagy meghibásodás esetén a STS–324 jelű küldetése kísérelhette volna meg a legénység megmentését.

## Repülés

### Első nap, március 11., indítás

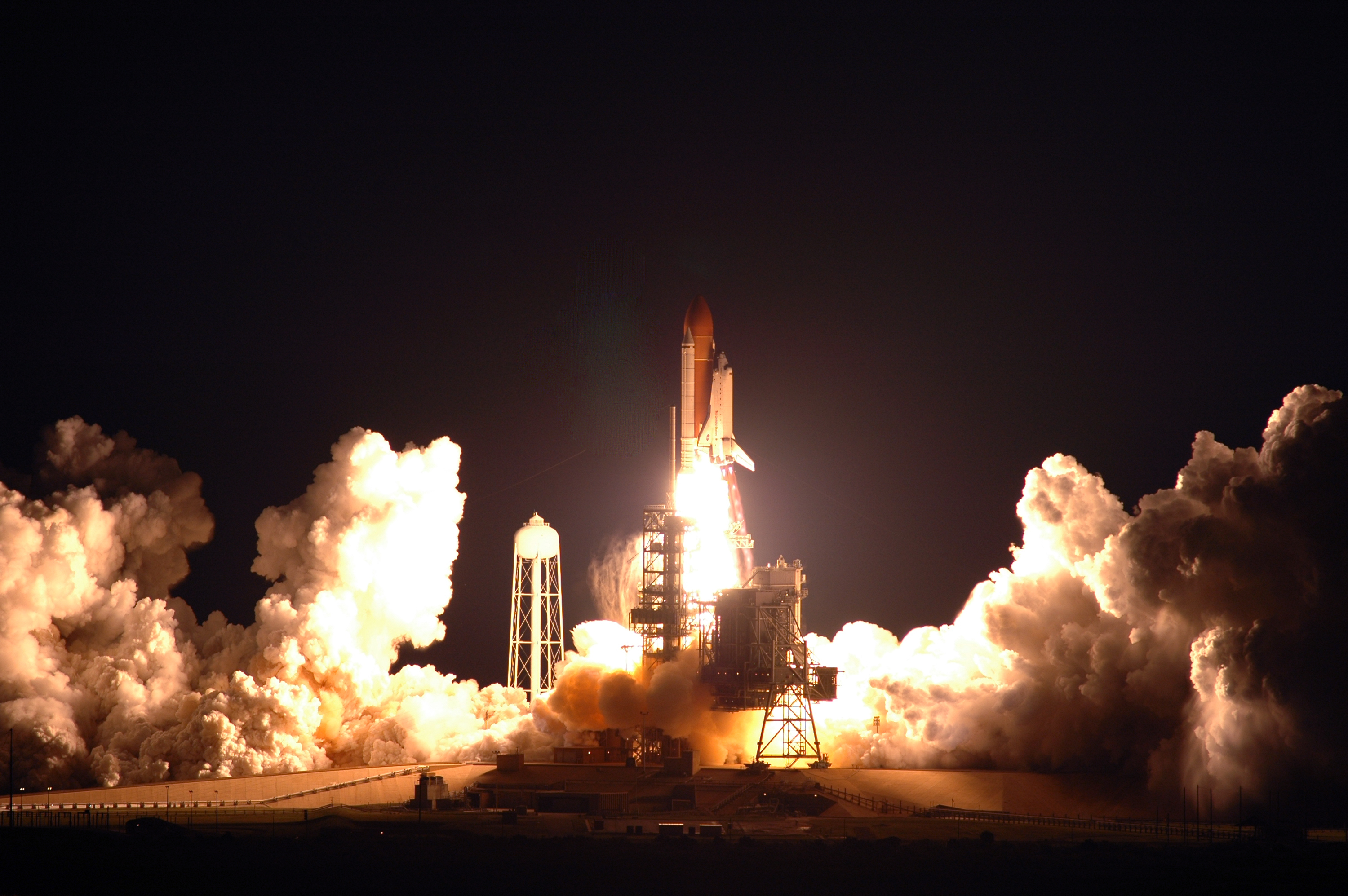
Az Endeavour indítása.

2008. március 11-én kedden, közép-európai idő (CET) szerint reggel 7:28-kor a szilárd hajtóanyagú gyorsítórakéták, Solid Rocket Booster(SRB) segítségével Floridából, a Cape Canaveral (KSC) Kennedy Űrközpontból, a LC39–A (LC–Launch Complex) jelű indítóállványról emelkedett a magasba. Az orbitális pályája 91,6 perces, 51,6 fokos hajlásszögű, elliptikus pálya perigeuma 336 kilométer, az apogeuma 346 kilométer volt. Felszálló tömeg indításkor 122 364 kilogramm, leszálló tömeg 94 158 kilogramm. Szállított hasznos teher 16 916 kilogramm. Miután Föld körüli pályára álltak, az űrhajósok nem sokkal később aludni tértek.

### Második nap, március 12.

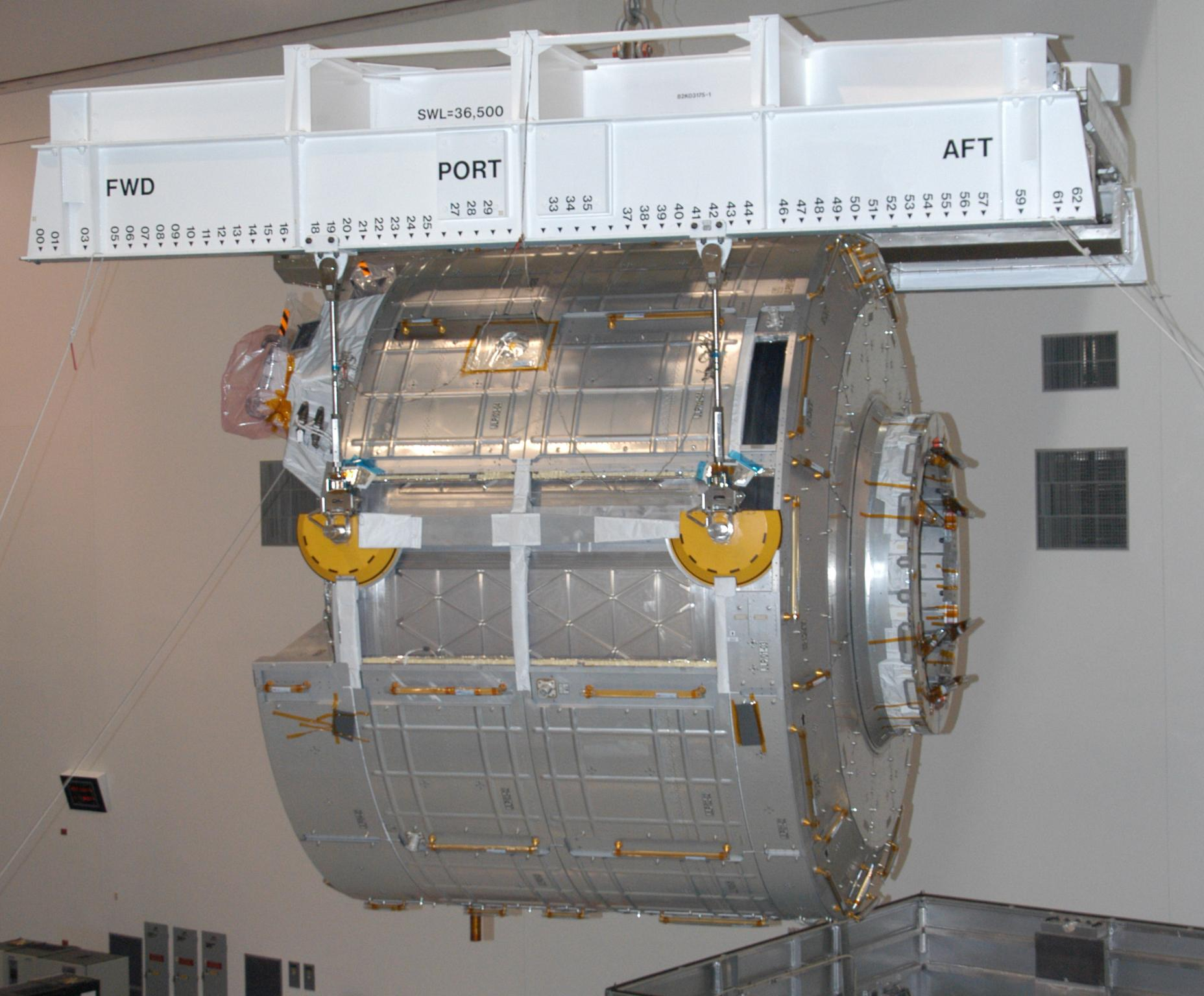
A Kibo ELM-PS

Március 11-én este fél 10-kor (CET) ébresztették a legénységet, akik ezután elvégezték az Endeavour hővédőpajzsának ellenőrzését. Az eredményeket a földi irányítószemélyzet elemezte ki. Bár a start éjszakai időpontja miatt a felvételeken nehéz a fő hajtóanyagtartály külső borításáról leváló töredékeket azonosítani, két ilyen eseményt sikeresen megfigyeltek. Az eddigi vizsgálatok alapján egy szigetelésdarab kb. 10 másodperccel az indulás után vált le, és elképzelhető, hogy az űrrepülőgép orr-részénél csapódott be. A második leváló darab pedig az indulást követően 83 másodperccel szabadult el. A Föld körüli pályán végzett hatórás ellenőrzés során azonban nem találtak komoly sérülést az asztronauták a gépen. Ellenőrizték továbbá az űrruhákat is. A Nemzetközi Űrállomás személyzete ezen a napon hamarabb kezdte meg a napját, hogy összehangolhassák az időrendjüket az űrrepülőgép legénységével. Az előkészületek rendben zajlottak, így a dokkolás szerdán a tervek szerint megkezdődhetett. A hosszúra nyúlt nap végül 12-én délután egy órakor ért véget. A következő napot 21 (CET) órakor kezdték meg.

### Harmadik nap, március 13., dokkolás
Az Endeavour március 13-án csütörtökön hajnali 4:49-kor (CET) sikeresen összekapcsolódott a Nemzetközi Űrállomással. A dokkolás előtt egy órával végrehajtották a fordulómanővert, így az űrállomás fedélzetéről ezúttal is elkészíthették az űrrepülőgép hővédőpajzsáról a nagyfelbontású fényképfelvételeket. Reggel fél hétkor nyitották ki az Endeavour és az űrállomás közötti zsilipajtót. A két űreszköz legénysége üdvözölte egymást, majd Garrett Reisman leváltotta az ISS-en Léopold Eyharts fedélzeti mérnököt. Eyharts így Reisman helyét elfoglalva az Endeavour fedélzetén tér haza az űrállomásról, ahol 33 napot töltött el. Az űrhajósok megkezdték az előkészületeket az első űrsétára is. A nap délután egy óra körül ért véget.

### Negyedik nap, március 14., első űrséta

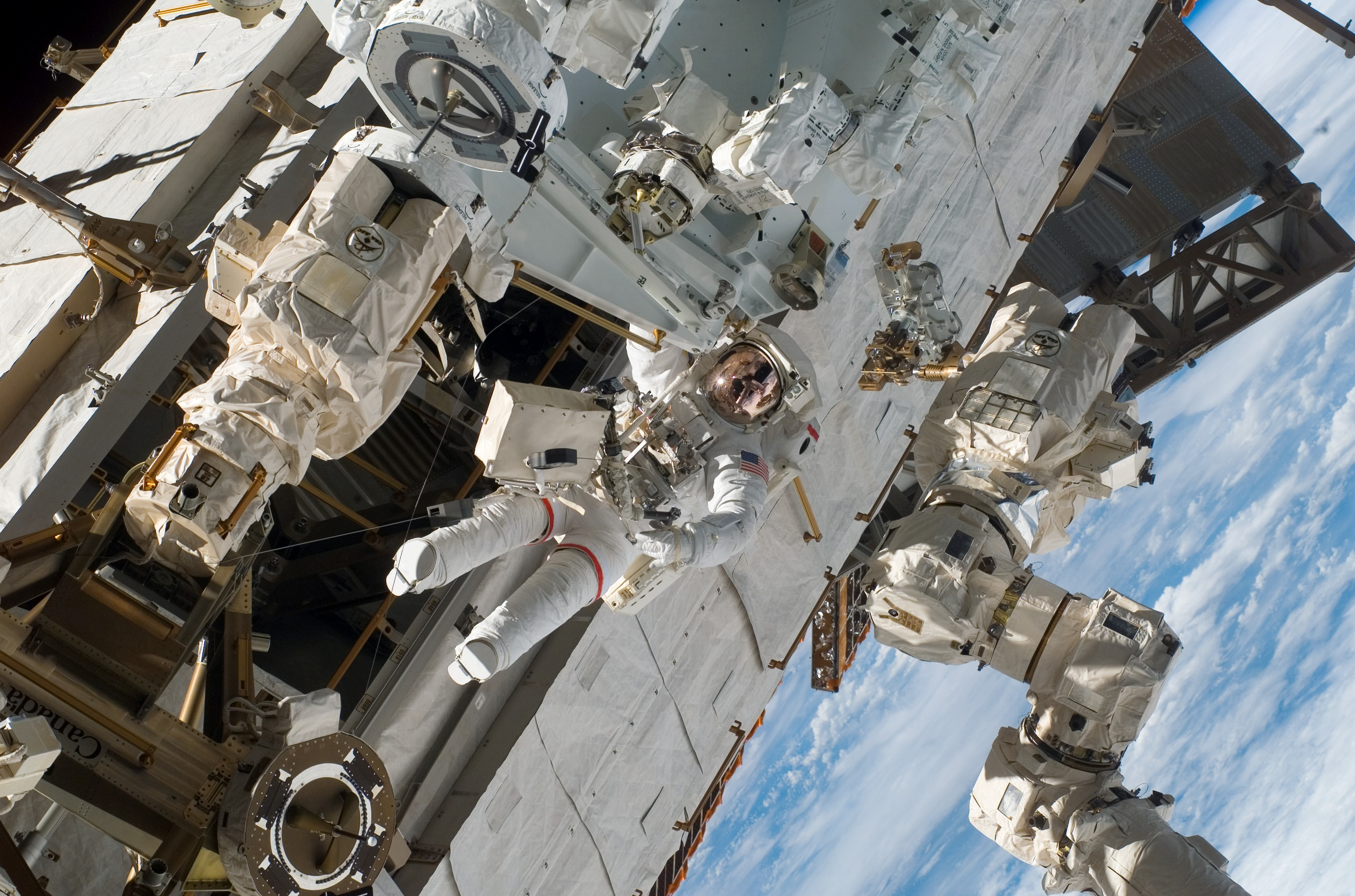
Rick Linnehan űrhajós az első űrséta során.

Pénteken hajnali 2:18-kor (CET) megkezdődött az első űrséta, amely során Richard Linnehan és Garrett Reisman helyére tette a japán kutatólaboratórium első szerkezeti egységét (ELM-PS). Az űrséta során a másik fő feladatuk az SPDM robotkar néhány elemének összeszerelése volt. Ennek során hibák léptek fel a robotkar áramellátása körül. A földi irányítóközpontban a kanadai mérnökök vizsgálni kezdték az áramellátási probléma okát. Az űrséta 7 órán keresztül tartott, és délelőtt 9:19-kor ért véget. Kora délután az űrhajósok pihenni tértek, majd 21:35-kor megkezdődött a következő nap.

### Ötödik nap, március 15.
Hajnali fél háromkor Richard Linnehan, Doi Takao és Peggy Whitson belépett az űrállomás legújabb részébe, a japán Kibo kutatómodul előző nap felszerelt egységébe. A földi irányító csapat zöld utat adott a március 27-re ütemezett visszatéréshez, miután semmilyen problémát nem találtak az űrrepülőgép hővédőpajzsán. Az űrállomás robotkarjával sikerült áram alá helyezni az új SPDM robotkart is. Dominic Gorie, Gregory H. Johnson és Garrett Reisman 20 perces sajtótájékoztatót is tartott a nap folyamán. A következő nap este fél nyolckor kezdődött meg.

### Hatodik nap, március 16., második űrséta

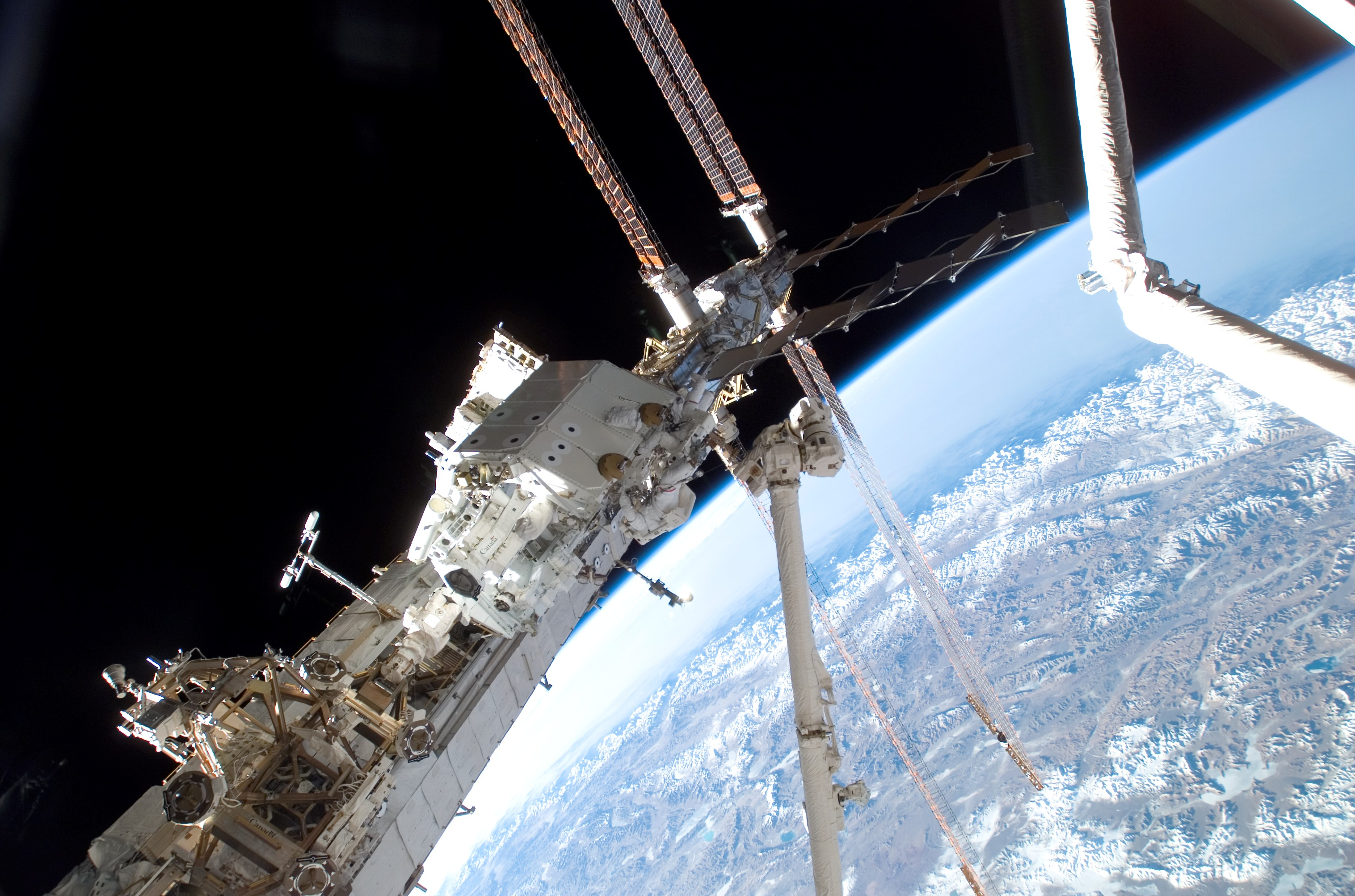
Rick Linnehan és Mike Foreman a második űrséta során.

A nap legfontosabb feladata a második űrséta volt, amely során üzembe helyezték a Kanadai Űrügynökség (CSA) által készített Dextre nevű robotkart (SPDM). Az űrséta magyar idő szerint hajnali egy óra előtt tíz perccel kezdődött meg, és hét órán keresztül tartott. Doi Takao eközben folytatta a új japán kutatómodul beüzemelését. A legénység kora délután pihenni tért. A következő nap 20:43-kor kezdődött meg.

### Hetedik nap, március 17.
Sikeresen végrehajtották az elsődleges teszteket az új robotkaron. A „Dextre” robotkar végleges beüzemelésére a harmadik űrséta során került sor. Tovább folytatódott az új kutatómodul beüzemelése és előkészítése. A következő nap este fél nyolckor kezdődött meg. A harmadik űrsétát éjjel fél 11-kor (CET) kezdték meg.

### Nyolcadik nap, március 18., harmadik űrséta

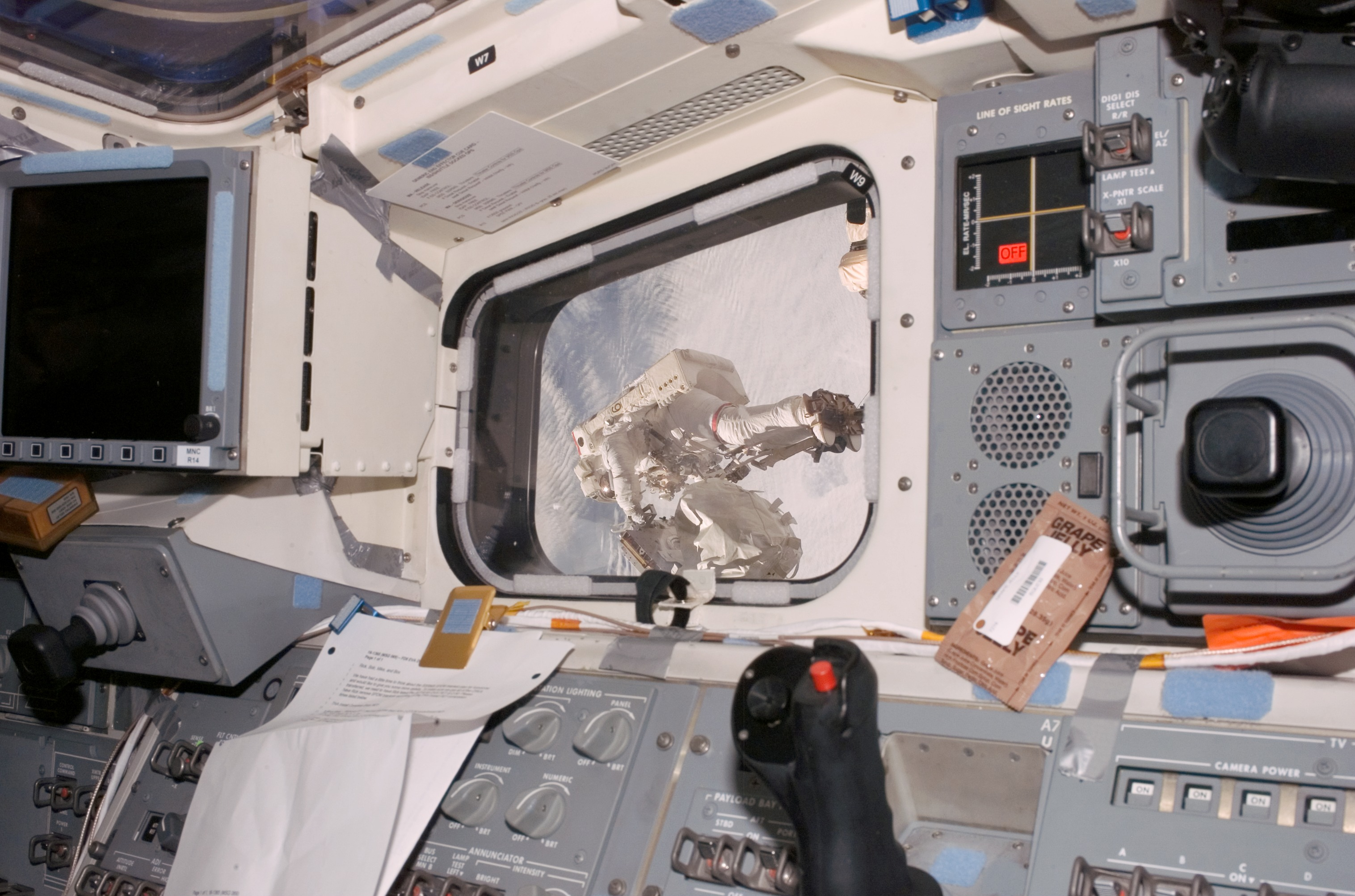
Linnehan a harmadik űrséta közben az Endeavour ablakán keresztül.

Rick Linnehan és Bob Behnken közép-európai idő szerint fél hat előtt nem sokkal fejezte be a harmadik űrsétát. Ennek során befejezték az új robotkar összeszerelését. Felszerelték többek között a robotkar kamerarendszerét (Camera Light Pan Tilt Assembly (CLPA)). Ezen kívül apró javításokat végeztek az űrállomás Canadarm2 nevű robotkarján is (erre kapcsolódik rá egyébként az új „Dextre” robotkar is). Feladatuk volt még az „MISSE 6” nevű kísérleti eszköz felszerelése az európai Columbus kutatómodul külső burkára, de ez a rögzítőelemek hibája miatt meghiúsult. A következő nap közép-európai idő szerint 18:28-kor kezdődött meg.

### Kilencedik nap, március 19.

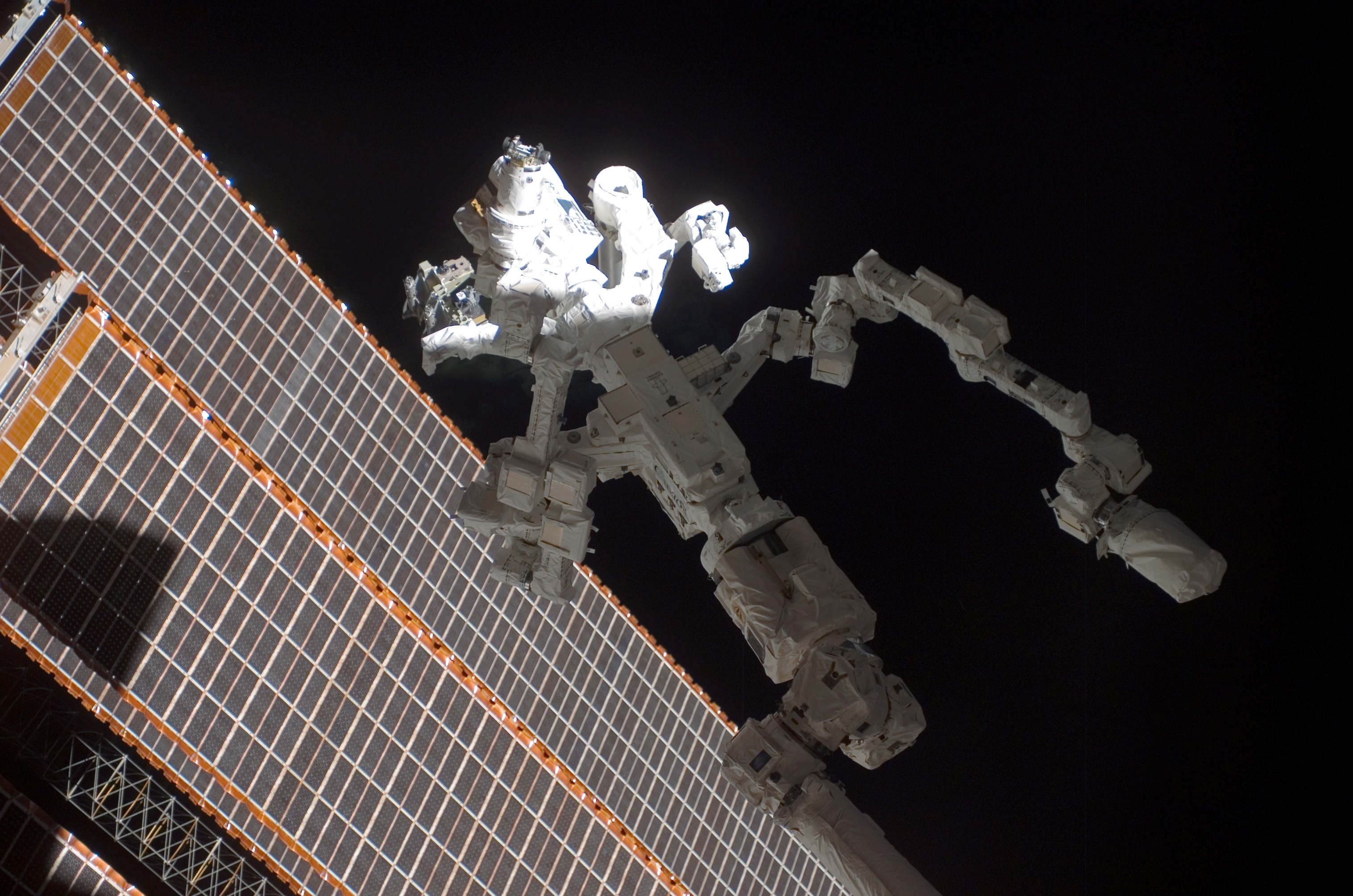
Az összeszerelt Dextre robotkar.

A március 19-re virradó éjjel az Canadarm2 robotkar segítségével ideiglenesen áttették az űrállomás új SPDM („Dextre”) nevű robotkarját a Destiny laboratórium modulra. A harmadik űrséta során meghiúsult MISSE 6 jelű kísérlet felszerelését a földi irányítók döntése értelmében az ötödik űrséta alkalmával az űrhajósok ismételten meg fogják próbálni. A tizedik nap 17:41-kor kezdődött meg.

### Tizedik nap, március 20., pihenőnap
A pihenőnap sajtótájékoztatókkal és a negyedik űrsétára való előkészületekkel telt. A japán űrhajós Doi Takao, Dom Gorie és Peggy Whitson társaságában rövid telefonbeszélgetést folytatott a japán miniszterelnökkel, Fukuda Jaszuóval. Bob Behnken és Mike Foreman, Rick Linnehannal közösen előkészítették az űrsétához szükséges szerszámokat. Az űrséta során kipróbálnak majd egy új technikát, amellyel az űrrepülőgépek hővédőpajzsán tudnak javításokat végrehajtani. Az űrhajósok közép-európai idő szerint dél körül aludni tértek, majd 17:30-kor megkezdődött a következő nap. A zsilipajtót 22:28-kor (CET) nyitották ki, és ezzel megkezdődött a negyedik űrséta.

### Tizenegyedik nap, március 21., negyedik űrséta

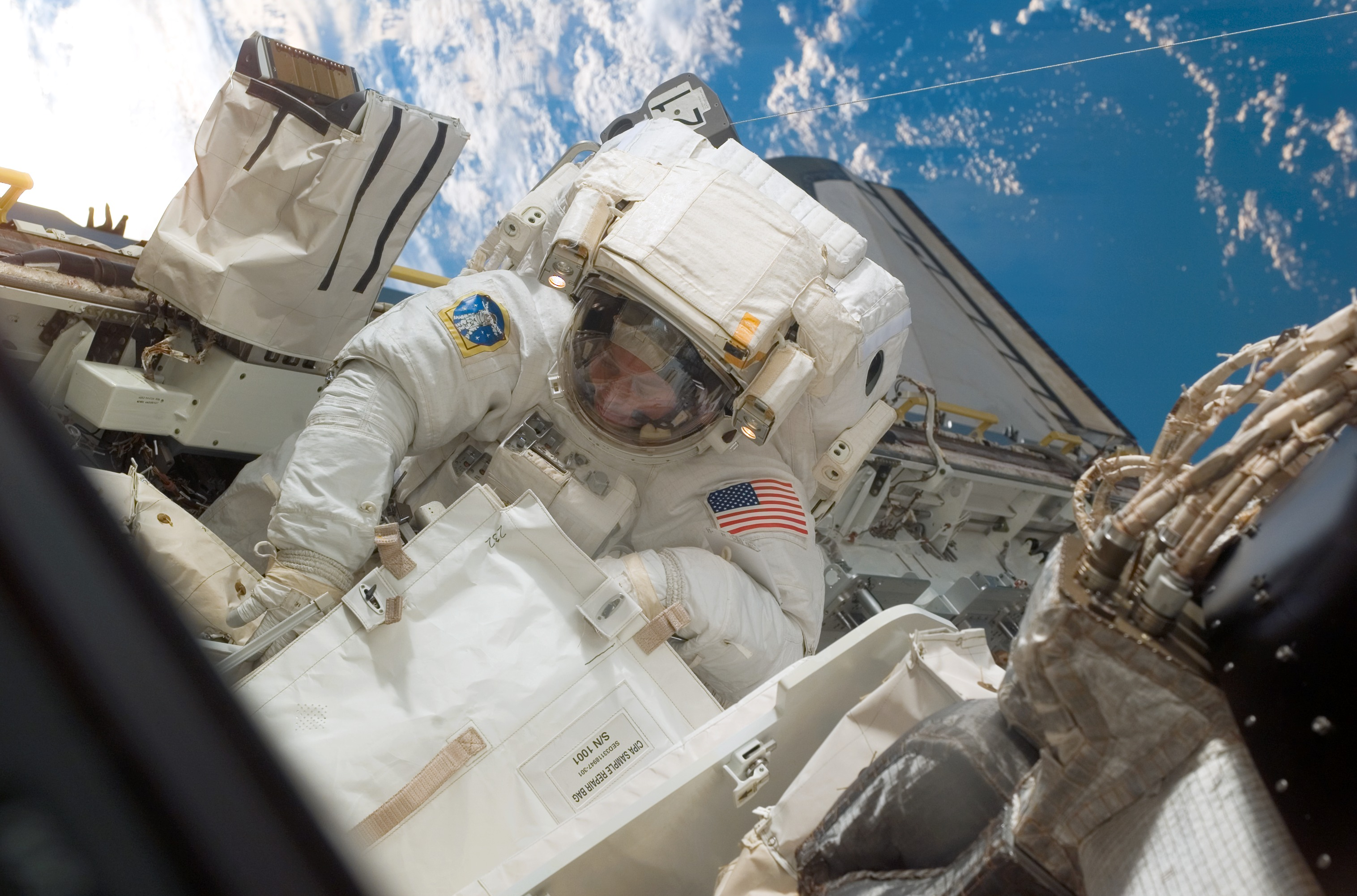
Behnken a negyedik űrséta közben

Március 21-re virradó éjjel Behnken és Foreman űrhajósok a 6 óra és 24 percig tartó negyedik űrséta során kicseréltek egy elektromos vezérlő modult az űrállomás rácsszerkezetén. Ezen kívül sikeresen elvégezték a kísérleteket az új hibajavító eljárással, amellyel a jövőben kijavíthatják az űrrepülőgép hővédőpajzsán esetlegesen keletkező repedéseket és hibákat. A teszt során hővédő csempe mintaanyagokra felvitték az ún. Shuttle Tile Ablator-54 nevű anyagot, amit a földre visszahozva később alapos vizsgálatoknak vetnek majd alá. A kísérletet egy, a Destiny laboratórium modul oldalára rögzített platformon végezték el. Az űrséta hajnali 5:28-kor (CET) ért véget. A következő nap 17:28-kor (CET) kezdődött el.

### Tizenkettedik nap, március 22.
Március 21-ről 22-re virradó éjjel Gorie, Johnson és Doi az űrrepülőgép robotkarjával újból átvizsgálta az űrrepülőgép hővédő pajzsát. A vizsgálat eredményét a földi irányító személyzet elemezte ki. A nap során további eszközöket hordtak át az Endeavour fedélzetéről az űrállomásra. Behnken és Foreman megkezdte az előkészületeket az ötödik űrsétára. A tizenharmadik nap 16:29-kor, az ötödik űrséta pedig 20:34-kor (CET) kezdődött meg.

### Tizenharmadik nap, március 23., ötödik űrséta

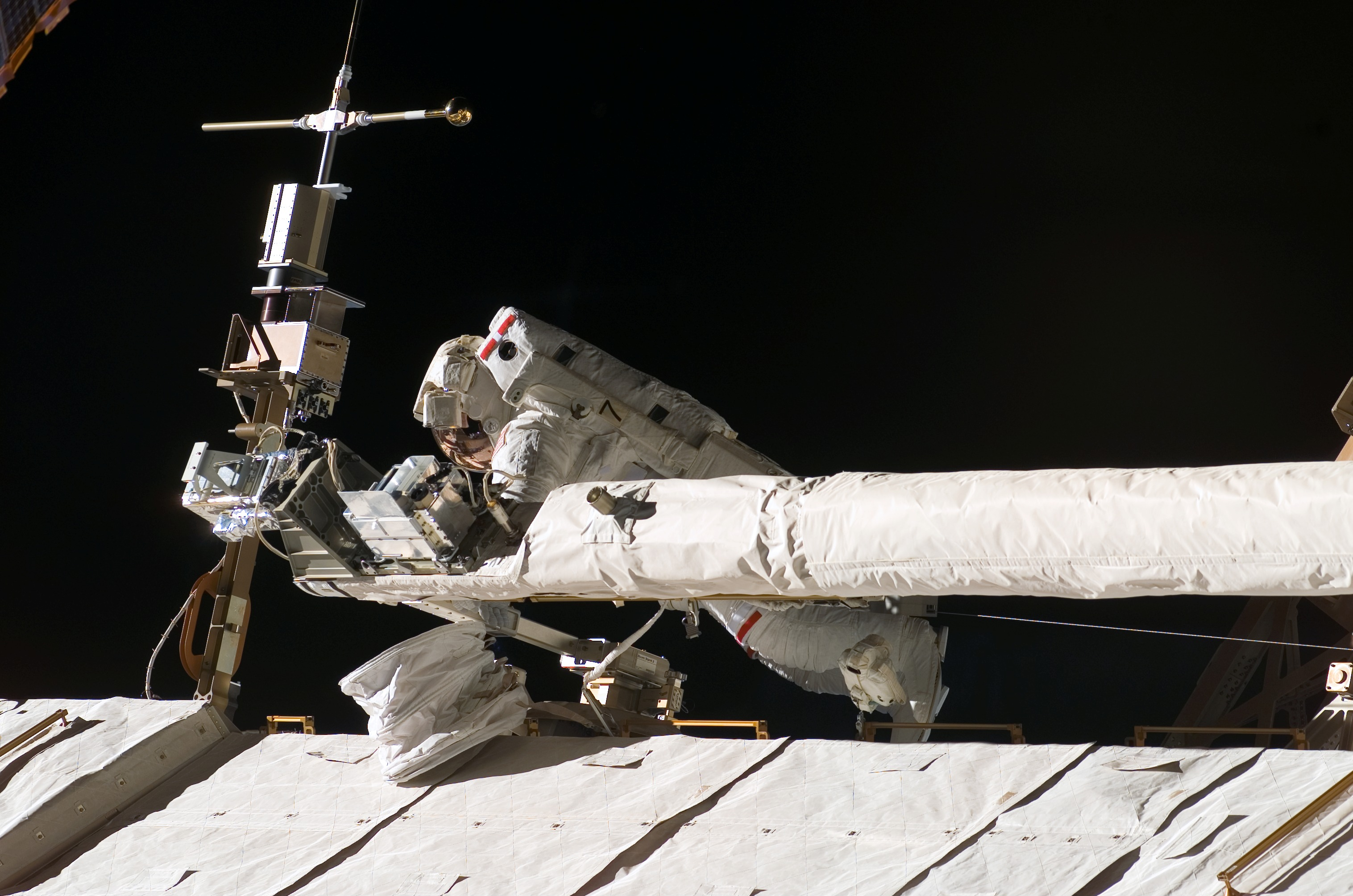
Foreman az OBSS leszerelését végzi az ötödik űrséta során.

A több mint 6 órás űrséta során Behnken és Foreman leszerelte az űrrepülőgép robotkarján található érzékelő műszeregyüttest (Orbiter Boom Sensor System), amivel az űrrepülőgép hővédőpajzsát szokták ellenőrizni. A leszerelt eszközt az űrállomáson raktározzák el ideiglenesen. Erre azért volt szükség, mert a következő küldetésen a Discovery űrrepülőgép rakterében nem lesz elég hely a japán kutatómodul újabb eleme mellett. Az űrséta során Behnken sikeresen felszerelte az „MISSE 6” jelű kísérleti eszközt. Az MISSE 6-ot először a harmadik űrséta során próbálták felszerelni, sikertelenül. Eközben Foreman megvizsgálta az egyik napelempanel összekötő elemét, mivel ott korábban rendellenes vibrációt észleltek. A következő nap 16:28-kor (CET) kezdődött el.

### Tizennegyedik nap, március 24.

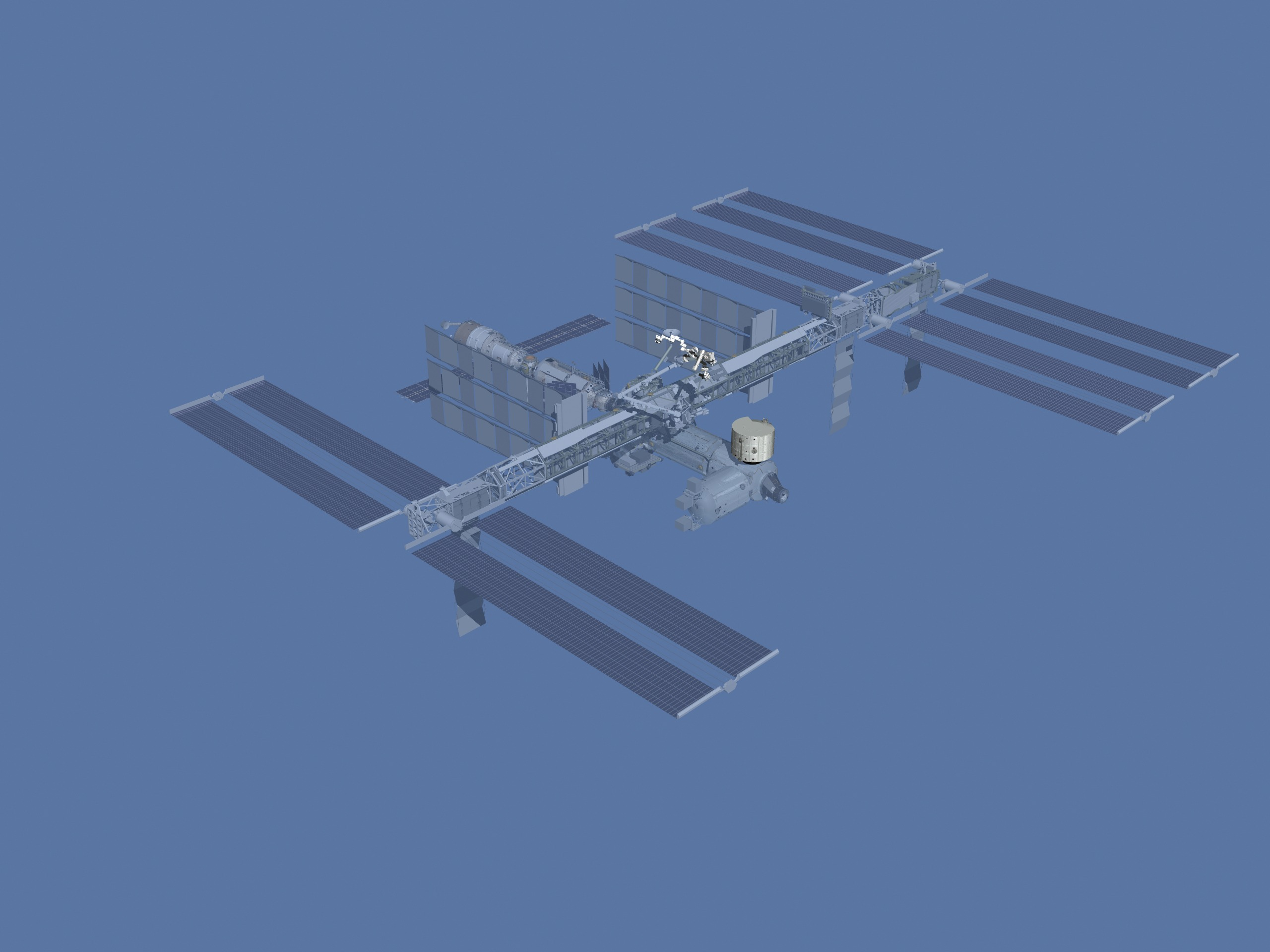
A Nemzetközi Űrállomás az STS–123 küldetés után.

A nap első fele (közép-európai idő szerint március 23-án éjjel) pihenéssel telt. Ebéd után a legénység megkezdte az előkészületeket a szétválásra. Hajnali negyed négykor összevont sajtótájékoztatót tartott az űrrepülőgép és az űrállomás legénysége. A következő nap 15:43-kor (CET) kezdődött meg.

### Tizenötödik nap, március 25., szétválás
Az Endeavour űrrepülőgép és a Nemzetközi Űrállomás közép-európai idő szerint 00:25-kor vált szét. A két jármű 11 napon, 20 órán és 36 percen keresztül volt összekapcsolva. A szétválás után az űrrepülőgép körülbelül 140 méterre távolodott el az űrállomástól, majd körberepülte azt. Az űrrepülőgép legénysége eközben fotó- és videófelvételeket készített a kibővített űrállomásról. Az űrrepülőgép legénysége reggel 8 órakor (CET) tért aludni. Az ébresztő 14:58-kor volt.

### Tizenhatodik nap, március 26.
A nap során a legénység megkezdte a felkészülést a hazatérésre. Ellenőrizték az űrrepülőgép hidraulikus rendszerét, illetve a manőverező- és a főhajtóműveket. A nap során több sajtótájékoztatót is tartottak. A legénység reggel 8 órakor tért aludni, a következő nap pedig 14:58-kor kezdődött meg.
A dokkolás megszűnésével az űrrepülőgép lassú sodródása következett, 450 méter távolságban indították a főmotorokat.

### Tizenhetedik nap, március 27., leszállás
2008. március 27-én 0:39-kor a Kennedy Űrközponton (KFC), kiinduló bázisának 15-ös kifutóján szállt le. Összesen 15 napot, 18 órát, 12 percet és 27 másodpercet töltött a világűrben. 10 585 900 kilométert (6 577 800 mérföldet) repült, 250 alkalommal kerülte meg a Földet.

## Űrséták

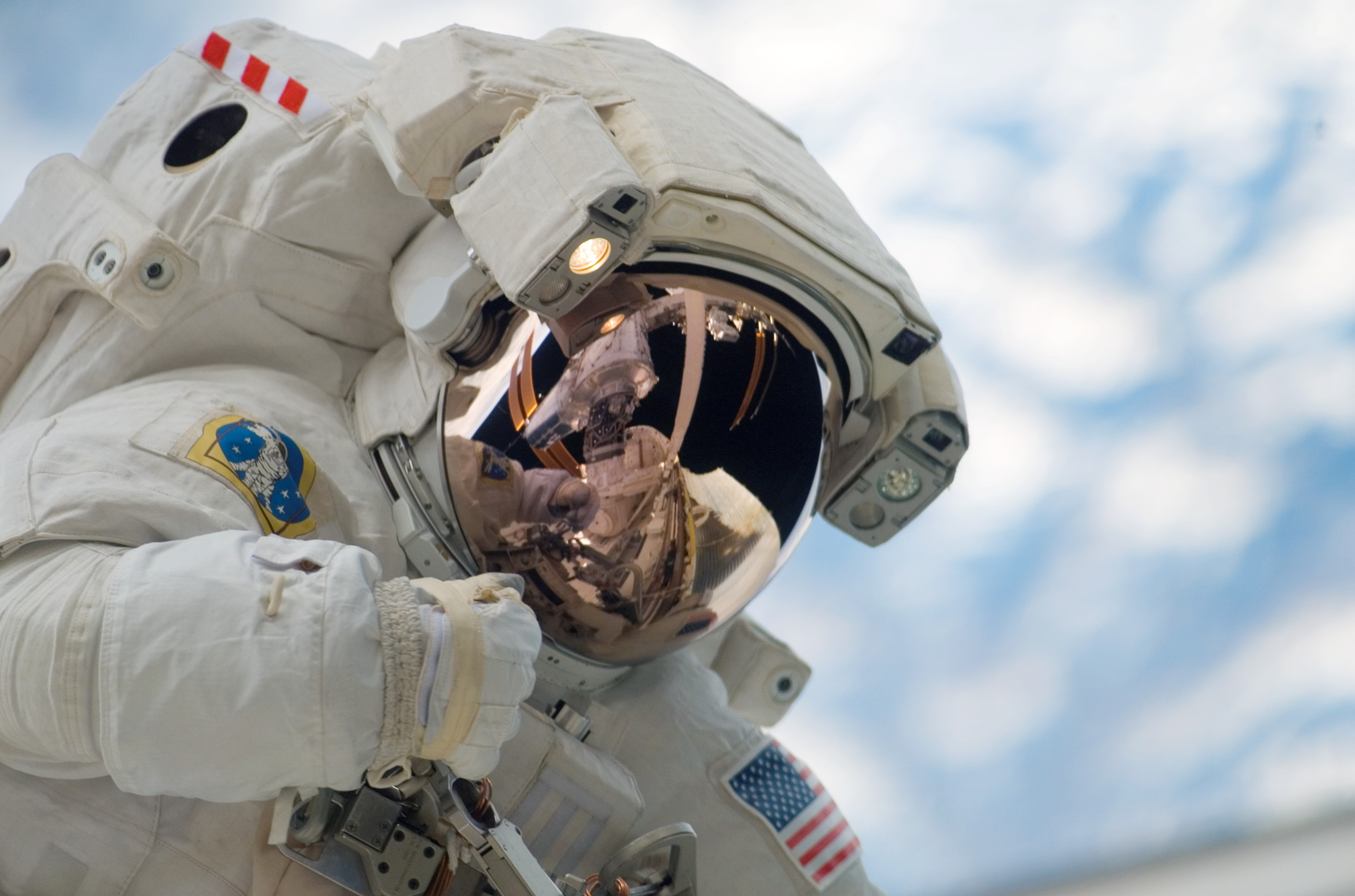
Reisman az első űrséta során.

(zárójelben a dátum és az időtartam)
- EVA 1: Linnehan és Reisman (2008. március 14., 7 óra 1 perc)
- EVA 2: Linnehan és Foreman (2008. március 16., 7 óra 8 perc)
- EVA 3: Linnehan és Behnken (2008. március 18., 6 óra 53 perc)
- EVA 4: Behnken és Foreman (2008. március 21., 6 óra 24 perc)
- EVA 5: Behnken és Foreman (2008. március 23., 6 óra 2 perc)

## Külső hivatkozások
- STS–123. spacefacts.de. (Hozzáférés: 2013. december 25.)
- STS–123. lib.cas.cz. [2013. október 13-i dátummal az eredetiből archiválva]. (Hozzáférés: 2013. december 25.)
- STS–123. astronautix.com. (Hozzáférés: 2013. december 25.)
- STS–123. nss.org. [2013. december 26-i dátummal az eredetiből archiválva]. (Hozzáférés: 2013. december 25.)
- STS–123. jaxa.jp. [2007. augusztus 17-i dátummal az eredetiből archiválva]. (Hozzáférés: 2013. december 25.)